# Lahrer Bach
Der Lahrer Bach ist ein 9,5 km langer Tieflandbach und westlicher – orographisch linker – Nebenfluss der Hunte in der im Oldenburger Münsterland gelegenen niedersächsischen Gemeinde Goldenstedt, Landkreis Vechta. Der Bach wird in seinem Ober- und Mittellauf – bis zur Aufnahme seines rechten Zuflusses Winnkelriede in der Flur Neue Kämpe nahe dem Wohnplatz Lahrheide – auch Landriede genannt.

## Geographie
Der Lahrer Bach entspringt dem in der Goldenstedter Heide gelegenen Schlatt Quaadmoor östlich des Forstes Herrenholz und der Bahnstrecke Delmenhorst–Hesepe. Der Bach fließt zunächst in südlicher Richtung, parallel zur westlich liegenden Weser-Ems-Wasserscheide und der jenseits der Wasserscheide gleichfalls nach Süden fließenden Schlochter Bäke, unterquert die Landesstraße L881, passiert auf seiner rechten Seite die Wallburg Arkeburg und wendet sich am Nordrand des Goldenstedter Moores nach Osten. Vor Lahrheide nimmt der Lahrer Bach den vom Goldenstedter Moor aus Westsüdwesten kommenden Nebenbach Winkelriede auf, unterquert danach die Landesstraße L344 und mündet östlich der Goldenstedter Bauerschaft Lahr in der Flur In Nagelers Hofe in den aus südlicher Richtung kommenden Weser-Zufluss Hunte.